# Honden

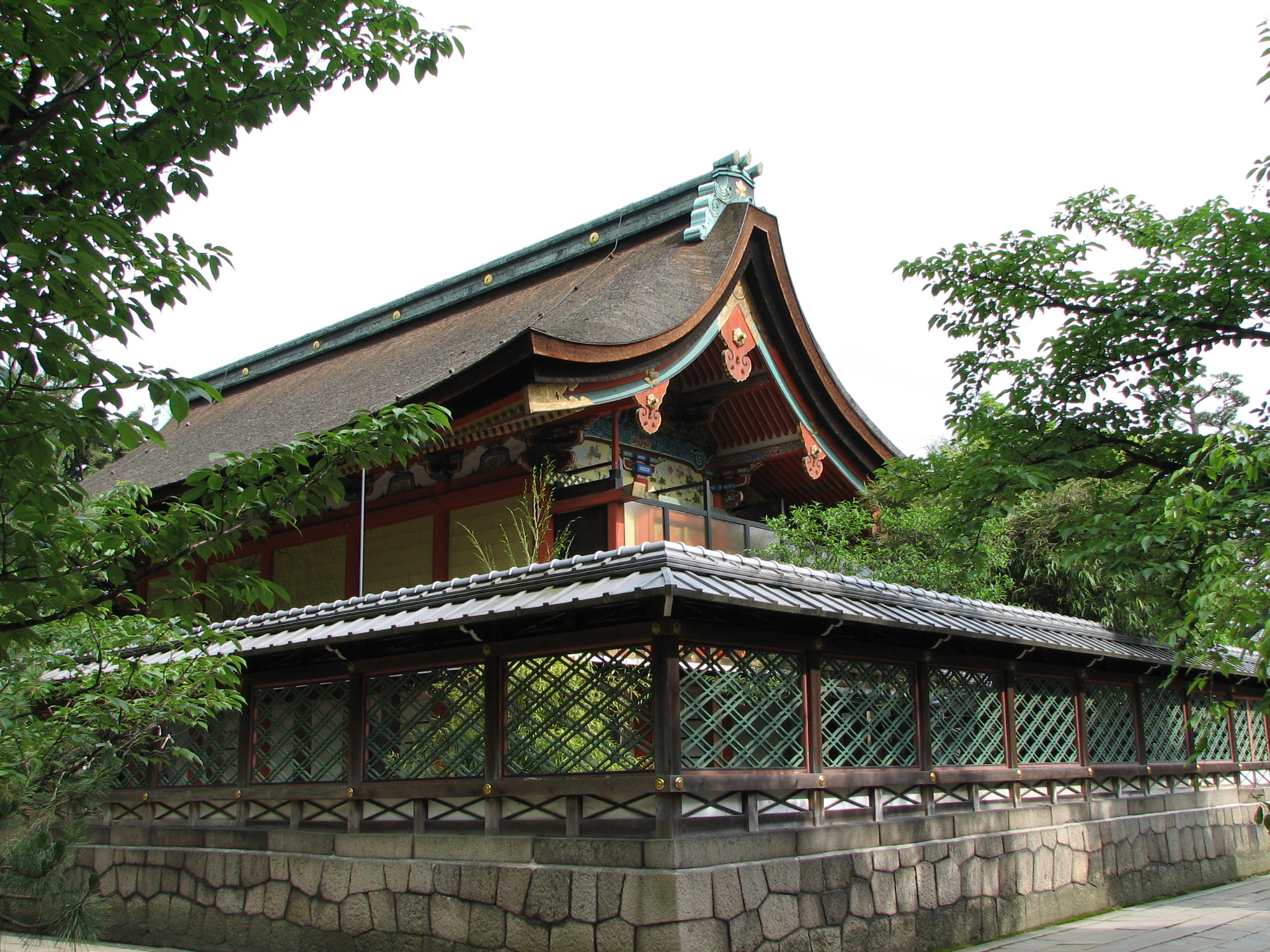
O Honden do Santuário de Gokonomiya, em Quioto, no Japão.

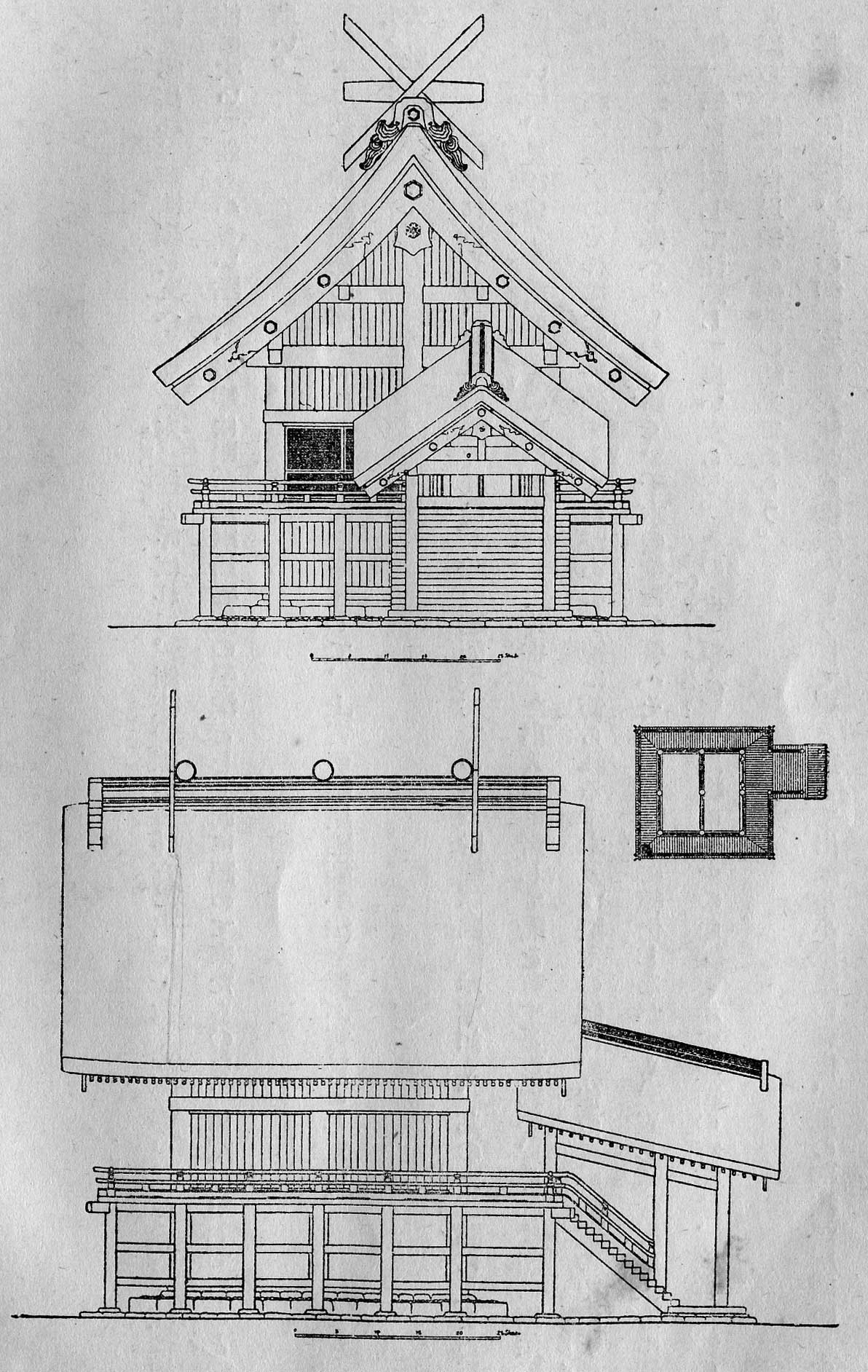
planta e vistas do Honden do Santuário de Izumo de 1744.

O honden (em japonês 本殿) é o edifício principal nos santuários xintoístas. É considerado o lugar mais sagrado, onde reside o kami principal do santuário e é exclusivamente dedicado a esse fim. O acesso ao Honden é rigorosamente proibido ao público e apenas os sacerdotes aí podem entrar para a realização de rituais. A própria abertura das suas portas (mitobira) é feita com rituais elaborados.
Dentro do Honden está o Shinza ou altar do Kami, onde, habitualmente se encontra um objeto sagrado (Shintai ou Goshintai) que representa o Kami, muitas vezes um espelho, ou uma espada ou uma jóia
Os Honden são o edifício central do santuário e podem estar fisicamente ligados por corredores ou passadiços ao edifício de oração (Haiden) e ao edifício das oferendas (Heiden) ou ereguer-se isolados. O seu estilo arquitectónico é variável, consoante a arquitectura do conjunto do santuário. Alguns santuários não possuem Honden, por adorarem Kami que estão localizados em árvores (himorogi) ou em montanhas (shintaizan).